# Бормухос
Бормухос (ісп. Bormujos) — муніципалітет в Іспанії, у складі автономної спільноти Андалусія, у провінції Севілья. Населення — 19 110 осіб (2010).
Муніципалітет розташований на відстані близько 400 км на південний захід від Мадрида, 7 км на захід від Севільї.

## Демографія
Динаміка населення (INE ):

## Галерея зображень

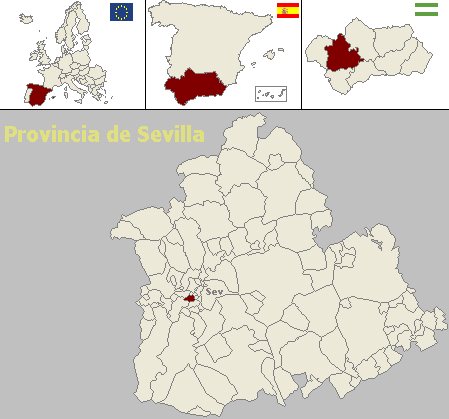
Розташування муніципалітету Бормухос у провінції Севілья